# 自動指紋識別システム
自動指紋識別システム（じどうしもんしきべつシステム、英語: AFIS（アフィスまたはエイフィス））とは、警察庁が指紋業務の効率化を狙い開発したシステム。ここでは併せて運用されている自動掌紋識別システム（じどうしょうもんしきべつ、英語: APIS（アピスまたはエイピス））についても記述する（関係者の間では両者をあわせて「指掌紋システム」「アフィスアピス」などと呼ばれる）。

## 概要
犯罪者（前歴者）の指紋・掌紋データの管理、現場に遺留された指掌紋から被疑者を割り出す際の検索性の向上などを目指して開発されたコンピュータシステムである。「自動」という名が冠されてはいるものの、完全な自動ではなく、指掌紋の隆線をなぞるように線を引き、隆線データ・特徴点データを抽出し（トレース作業）、その後データ値の近い候補指掌紋と遺留指掌紋とを目視で対比し、異同の識別をする。
すなわち自動化されているのは、候補指紋の検索部分のみであって、トレース作業（最初となるデータ入力）、異同識別（最後となる確認作業）と言った部分は、人の力量にたよるもので、最後の確認作業に至っては特にそれが顕著である。
従って、テレビドラマでよく見られるような「パソコンの画面上で2つの指紋（遺留指紋と押捺指紋）を重ねあわせて機械が自動で照合し、その後『一致します』というようなメッセージが表示され、異同識別が完了する」 といったものではなく、またそう言ったシステムは存在しない。一致鑑定は人間（鑑識官）の目視によって行われる。

## 歴史
AFIS登場以前は、捜査機関は膨大な指紋原紙をもとに、手作業によって一件ずつ指紋の照合作業を行っていた。1960年代にコンピューターの利用が始まると、自動照合が要求されるようになった。
アメリカでは1963年、FBIの呼びかけに応じてアメリカ国立標準技術研究所のJ.H.ウェグスタインが、自動的に指紋を識別するアルゴリズムの研究を開始。この照合方式をロックウエルインターナショナルがシステム化し、1972年に初のシステム「Finder」をFBIに納入した。これは、逮捕された被疑者の10本の指から指紋を採取し、データベースに登録されている指紋と照合して身元を特定するシステムだった。一方、犯罪現場から検出された低品質の指紋を識別するには精度が十分ではなかった。
日本では犯罪現場に残されている遺留指紋から犯人を捜す「遺留指紋照会」への要求が強く、1971年に警察庁の要請を受けて、日本電気がAFISの研究開発に着手した。1982年に、遺留指紋照合機能を搭載した大規模自動指紋照合システム（NEC AFIS）の最初の実用機を警察庁へ納入し、運用が開始された。
当時、アメリカではロックウエル社のシステムが一部で納入されていたが、照合成果が満足できるレベルに至っていなかった。1983年にNECのAFISがサンフランシスコ市警察に納入され、これが顕著な実績を上げたことで、AFISはその後急速に普及が始まった。